# Lavumisa
Lavumisa é uma cidade de Essuatíni localizada no distrito de Shiselweni. No censo realizado em 1997 a cidade possuía 1.117 habitantes.